# Машівський район
Ма́шівський райо́н — колишній район Полтавської області, розташований у її південно-східній частині, на степовій рівнині, яка знижується в напрямку до Дніпра, в посушливій астрокліматичній зоні. Корисні копалини: нафта, природний газ, глина, пісок. Ґрунти — переважно чорноземи. Районним центром була Машівка.
У районі проживало понад 20 тис. чоловік.

## Історія
Машівський район утворений 7.03.1923 року, у 1923-25 роках входив до складу Красноградського округу Полтавської губернії. Був розформований у 1930 році, а потім відновлений у 1935 році в складі Харківської області, потім з 1937 року — Полтавської області. 30.12.1962 року розформований, відновлений 08.12.1966 року.
Районний центр — селище міського типу Машівка, розташоване вздовж залізниці Полтава — Красноград, на відстані 30 км від обласного центру міста Полтава. Через селище протікає річка Тагамлик. Населення — 4,4 тис. жителів.
Селище Машівка належить до молодих населених пунктів Полтавщини. Найдавніші документальні дані про селище відносяться до 1859 року, мало 68 дворів та 387 жителів, входило до Костянтиноградського повіту Полтавської губернії. З 1863 року — центр волості.

## Адміністративний поділ
На території району розміщені п'ятнадцять сільських рад і одна селищна.

## Промисловість
Машівська районна друкарня випускає бланкову продукцію для всіх форм власності, філія ДК «Укргазвидобування» управління з переробки газу та газового конденсату. Вид діяльності переробка газу, газового конденсату та нафти. Філія ДК «Укргазвидобування» управління з переробки газу та газового конденсату, газокомпресорна станція № 14, (по території району проходить газопровід «Союз»), Новогригорівський нафтопромисел, закрите акціонерне товариство «Машівський молокозавод».
У районі нараховується 17 сільськогосподарських підприємств, 39 фермерських господарств, які займаються вирощуванням зернових, круп'яних, олійних культур, цукрового буряка, виробництвом м'яса і молока.

## Освіта
В районі на перше вересня 2013 р. функціонують 32 навчальних заклади. Із них 14 дошкільних навчальних закладів, 6 навчально-виховних комплексів «ЗНЗ — ДНЗ», 3 — ЗНЗ І-ІІ ступенів, 5 — І-ІІІ ст., 1 спеціалізована школа І-ІІІ ст., 1 вечірня(змінна) школа, 2 позашкільних навчальних заклади, якими охоплено 2375 дітей.

## Населення
Розподіл населення за віком та статтю (2001):
| Стать | Всього | До 15 років | 15-24 | 25-44 | 45-64 | 65-85 | Понад 85 |
| --- | ------ | ----------- | ----- | ----- | ----- | ----- | -------- |
| Чоловіки | 10 736 | 2088        | 1465  | 3289  | 2727  | 1108  | 59       |
| Жінки | 12 210 | 1955        | 1285  | 3097  | 3166  | 2384  | 323      |
| \| Статево-вікова піраміда \| Статево-вікова піраміда \| Статево-вікова піраміда \| \| ----------------------- \| ----------------------- \| ----------------------- \| \| Чоловіки \| Вік \| Жінки \| \| 59 \| 85 + \| 323 \| \| 70 \| 80-84 \| 377 \| \| 244 \| 75-79 \| 729 \| \| 415 \| 70-74 \| 773 \| \| 379 \| 65-69 \| 505 \| \| 795 \| 60-64 \| 1042 \| \| 452 \| 55-59 \| 576 \| \| 729 \| 50-54 \| 781 \| \| 751 \| 45-49 \| 767 \| \| 825 \| 40-44 \| 805 \| \| 801 \| 35-39 \| 759 \| \| 835 \| 30-34 \| 752 \| \| 828 \| 25-29 \| 781 \| \| 723 \| 20-24 \| 648 \| \| 742 \| 15-20 \| 637 \| \| 877 \| 10-14 \| 822 \| \| 698 \| 5-9 \| 656 \| \| 513 \| 0-4 \| 477 \| |        |             |       |       |       |       |          |
| Статево-вікова піраміда |        |             |       |       |       |       |          |
| Чоловіки | Вік    | Жінки       |       |       |       |       |          |
| 59 | 85 +   | 323         |       |       |       |       |          |
| 70 | 80-84  | 377         |       |       |       |       |          |
| 244 | 75-79  | 729         |       |       |       |       |          |
| 415 | 70-74  | 773         |       |       |       |       |          |
| 379 | 65-69  | 505         |       |       |       |       |          |
| 795 | 60-64  | 1042        |       |       |       |       |          |
| 452 | 55-59  | 576         |       |       |       |       |          |
| 729 | 50-54  | 781         |       |       |       |       |          |
| 751 | 45-49  | 767         |       |       |       |       |          |
| 825 | 40-44  | 805         |       |       |       |       |          |
| 801 | 35-39  | 759         |       |       |       |       |          |
| 835 | 30-34  | 752         |       |       |       |       |          |
| 828 | 25-29  | 781         |       |       |       |       |          |
| 723 | 20-24  | 648         |       |       |       |       |          |
| 742 | 15-20  | 637         |       |       |       |       |          |
| 877 | 10-14  | 822         |       |       |       |       |          |
| 698 | 5-9    | 656         |       |       |       |       |          |
| 513 | 0-4    | 477         |       |       |       |       |          |

Національний склад населення за даними перепису 2001 року:
| Національність | Кількість осіб | Відсоток |
| -------------- | -------------- | -------- |
| українці       | 21691          | 94,53 %  |
| росіяни        | 903            | 3,94 %   |
| білоруси       | 100            | 0,44 %   |
| молдовани      | 75             | 0,33 %   |
| цигани         | 42             | 0,18 %   |
| інші           | 136            | 0,59 %   |

Мовний склад населення за даними перепису 2001 року:
| Мова       | Кількість осіб | Відсоток |
| ---------- | -------------- | -------- |
| українська | 21881          | 95,35 %  |
| російська  | 899            | 3,92 %   |
| білоруська | 41             | 0,18 %   |
| молдовська | 34             | 0,15 %   |
| циганська  | 23             | 0,10 %   |
| інші       | 69             | 0,30 %   |

## Соціальна сфера
Медицина представлена однією районною та чотирма дільничними лікарнями.
Крім районного Будинку культури, у районі є 14 сільських Будинків культури, 7 сільських клуби, 22 сільські бібліотеки. Дитяча музична школа має три філіали. У районі є стадіони у селищі Машівка і селі Кошманівка.
На території району розташовано 15 церков. Діє 2 релігійних громади.

## ЗМІ
- Промінь (газета, Машівка)

## Політика
25 травня 2014 року відбулися Президентські вибори України. У межах Машівського району було створено 28 виборчих дільниць. Явка на виборах складала — 65,09 % (проголосували 10 508 із 16 143 виборців). Найбільшу кількість голосів отримав Петро Порошенко — 49,10 % (5 159 виборців); Юлія Тимошенко — 19,50 % (2 049 виборців), Олег Ляшко — 12,69 % (1 333 виборців), Анатолій Гриценко — 4,36 % (458 виборців), Сергій Тігіпко — 4,02 % (422 виборців). Решта кандидатів набрали меншу кількість голосів. Кількість недійсних або зіпсованих бюлетенів — 1,07 %.

## Туризм
У селі Ряське створений загально-зоологічний заказник «Руський Орчик», загальною площею 758 гектарів, та ландшафтний заказник місцевого значення «Усть-Лип'янка», площею 1052 гектари, на території Коновалівської сільської ради.
На території району розташована 61 пам'ятка історії, у тому числі 35 пам'ятників і обелісків загиблим воїнам. У селі Огуївка розташований могильник Черняхівської культури 4-5 ст. н. е. Біля села Сахнівщина знайдено крем'яні знаряддя періоду раннього неоліту.

### Пам'ятки
- Пам'ятки монументального мистецтва Машівського району
- Пам'ятки історії Машівського району

## Відомі уродженці
- Кальченко Никифор Тимофійович (1906—1989) — український радянський партійний і державний діяч, голова Ради Міністрів УРСР (1954—1961).
- Тікунов Григорій Якович (1916—1972) — командир танкової роти 36-ї Червонопрапорної ордена Суворова танкової бригади 11-го танкового корпусу 69-ї армії 1-го Білоруського фронту, Герой Радянського Союзу.